# Mihai Movilă
Mihail Movilă (mort en 1608) est prince de Moldavie en 1607. 
La monarchie est élective dans les principautés roumaines de Moldavie et de Valachie, comme en Transylvanie et en Pologne voisines : le prince (voïvode, hospodar ou domnitor selon les époques et les sources) est élu par (et souvent parmi) les boyards : pour être nommé, régner et se maintenir, il s'appuie sur les partis de boyards et fréquemment sur les puissances voisines, habsbourgeoise, polonaise, russe et surtout ottomane, car jusqu'en 1859 les deux principautés sont vassales de la « Sublime Porte » ottomane dont elles sont tributaires.

## Biographie

Armoiries de la famille Movilă

Fis aîné de Simion Ier Movilă il devient prince de Moldavie à la mort de son père le 24 septembre 1607. Il est chassé du trône dès le mois suivant par son cousin Constantin Movilă, poussé par sa mère, l’ambitieuse Erszébet Csomortany de Losoncz, veuve du prince Ieremia Movilă. 
Il tente de retrouver son trône en novembre 1607 mais doit se réfugier dès le mois suivant en Valachie où il meurt.

## Sources
- Alexandru Dimitrie Xenopol Histoire des Roumains de la Dacie trajane : Depuis les origines jusqu'à l'union des principautés. E Leroux Paris (1896)
- Nicolas Iorga Histoire des Roumains et de la romanité orientale. (1920)
- (ro) Constantin C. Giurescu & Dinu C. Giurescu, Istoria Românilor Volume III (après 1606), Editura Ştiinţifică şi Enciclopedică, Bucureşti, 1977.
- Jean Nouzille La Moldavie, Histoire tragique d'une région européenne, Ed. Bieler,  (ISBN 2-9520012-1-9).